# ریزآرایه دی‌ان‌ای
ریزآرایه‌های دی‌ان‌ای اجزای اصلاح شده اصلی فناوری‌های مربوط به کتابخانه‌های DNA, PCR و هیبریداسیون در کنار یکدیگر قرار گرفته‌اند تا ریزآرایه‌های دی‌ان‌ای (گاهی خرده‌های دی‌ان‌ای نامیده می‌شوند) حاصل شوند. این فناوری امکان غربال همزمان و سریع هزاران ژن را فراهم می‌سازد. قطعات دی‌ان‌ای از ژن‌های ساخته شده، با طول ده‌ها تا صدها نوکلئوتید با PCR تکثیر یافته و بر روی سطح جامد قرار داده می‌شوند؛ این عمل توسط روبات‌های خودکار به انجام می‌رسد که می‌توانند مقادیر نانولیتر محلول دی‌ان‌ای را به طور صحیح در محل قرار دهند.

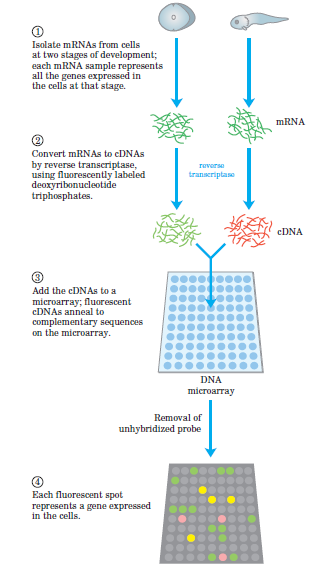
ریز آرایه دی ان ای

## ریزآرایه دی‌ان‌ای
ریزآرایهٔ دی‌ان‌ای (که به آن بیوچیپ نیز گفته می‌شود) متشکل از تعداد زیادی نقطه بر روی یک سطح جامد است. بر روی این نقاط رشته‌های دی‌ان‌ای سوار شده‌اند که به آنها پروب گفته می‌شود. دانشمندان به منظور اندازه‌گیری میزان بیان ژن‌ها از این روش استفاده می‌کنند. هر نقطه‌ای که بر روی صفحه قرار دارد حاوی ۱۲–۱۰ مول از یک توالی خاص دی‌ان‌ای است. این توالی می‌تواند بخش کوچکی از یک ژن یا بخش متصل شونده به یک cDNA یا cRNA باشد که تحت شرایط خاصی به توالی مکمل متصل می‌گردد. توالی‌های هدف معمولاً با موادی از جمله فلوئوروفور، نقره یا کمیلومینسنس(chemiluminescence) نشاندار شده‌اند و به این وسیله میزان اتصال رشته‌های نوکلئیک اسیدی به توالی‌های هدف تشخیص داده می‌شود. در مرحله بعد این داده‌ها توسط نرم‌افزارهای ویژه‌ای کمی سازی می‌گردند.
اصول کلی
اساس روش میکرواری بر پایه جفت شدن دورشته دی‌ان‌ای و شکل گیری پیوندهای هیدروژنی بین این دو رشته است. پس از اینکه مراحل شستشو انجام گرفت، تنها رشته‌هایی که به سختی به یکدیگر متصل مانده‌اند، باقی می‌مانند. فلوئورسنتی که به توالی هدف متصل است، با اتصال به توالی پروب، سیگنال تولید می‌کند. مجموع سیگنال‌هایی که از یک نقطه ساطع می‌شود، به مقدار اتصال توالی‌های هدف به پروب‌های موجود در آن نقطه بستگی دارد. با مقایسه شدت طول موج ساطع شده در شرایط مختلف (به عنوان مثال مقایسه بیان ژنها در سلول‌های سالم و سرطانی) می‌توان مقادیر بیان شده را کمی سازی کرد.
خلاصه‌ای از وقایع
ژن‌های جانداران در بدن آنها رونویسی و پیرایش (splice) می‌شوند تا یک رونوشت mRNA بالغ ایجاد شود. این mRNA، از جاندار استخراج شده و سپس در شرایط آزمایشگاهی از آنزیم ترانسکریپتاز معکوس جهت کپی کردن از روی آن و ایجاد cDNA دو رشته‌ای استفاده می‌شود. در میکرواری، cDNA ی دورشته‌ای قطعه قطعه و نشاندار می‌گردد. این قطعات نشاندار به الیگونوکلئوتیدهای مکمل خود که بر روی چیپ فیکس شده‌اند متصل می‌گردند. شدت فلوئورسنت حاصل از این اتصال، نشان دهنده فراوانی توالی مورد نظر است.
موارد کاربرد
ریزآرایه دی‌ان‌ای می‌تواند به منظور شناسایی دی‌ان‌ای (هیبریداسیون ژنومی مقایسه‌ای)، یا شناسایی RNA که ممکن است به پروتئین ترجمه شده یا نشده باشد، مورد استفاده قرار گیرد. به فرایند اندازه‌گیری بیان ژن از طریق cDNA، آنالیز بیان(expression analysis) یا پروفایل بیان(expression profiling) گفته می‌شود.
ساخت ریزآرایه
ریزآرایه‌ها بر اساس تعداد پروب‌های قرار گرفته بر روی سطح، هزینه، نیاز مشتری و سؤال مورد بحث، از راه‌های مختلفی ساخته می‌شوند. آرایه‌ها ممکن است از ۱۰ تا ۲/۱ میلیون پروب (در مقیاس میکرومتر) داشته باشند.